# Lee-Marvin Mazibuko
Pas d'image ? Cliquez ici

a Compétitions nationales et continentales officielles uniquement.

b Matchs officiels uniquement.
Dernière mise à jour le 16 juin 2025.
Lee-Marvin Mazibuko, né le 12 octobre 1997 à Newcastle (Afrique du Sud), est un joueur sud-africain de rugby à XV jouant au poste de pilier droit.

## Biographie
Lee-Marvin Mazibuko naît à Newcastle en Afrique du Sud. 
En 2017, il joue le Championnat du monde junior avec l'équipe d'Afrique du Sud des moins de 20 ans.
Il commence sa carrière avec la Western Province en 2019. Puis, il joue en Italie avec le Rugby Viadana pendant la saison 2019-2020, avant de faire son retour dans son ancienne équipe.
À partir de la saison 2021-2022, il joue avec les Stormers qui remportent la première édition du United Rugby Championship (URC) en battant les Bulls en finale sur le score de 18 à 13.
La saison suivante, en 2022-2023, son équipe récidive et se qualifie une nouvelle fois en finale de l'URC, mais est cette fois battue par les Irlandais du Munster sur le score de 14 à 19. Mazibuko ne joue pas ce match,.
À partir de la saison 2024-2025, il rejoint le Racing 92,. Il sert notamment de remplaçant à la nouvelle recrue Demba Bamba qui s'est gravement blessé avant le début de la saison.